# دن سودر
دن سودر (به انگلیسی: Dan Soder) (زاده ۲۴ ژوئن ۱۹۸۳) استندآپ کمدین ، بازیگر آمریکایی است.
از فیلم‌های معروف او می‌توان به بازی در فاجعه اشاره کرد.